# Richard Hellsén
Richard Hellsén (ur. 1 czerwca 1951 w Sztokholmie) – szwedzki żużlowiec.
Srebrny medalista młodzieżowych indywidualnych mistrzostw Szwecji (Avesta 1973). Wielokrotny finalista indywidualnych mistrzostw Szwecji (najlepszy wynik: Eskilstuna 1982 – IV miejsce). Trzykrotny złoty medalista mistrzostw Szwecji w parach (1979, 1981, 1982). Pięciokrotny złoty medalista drużynowych mistrzostw Szwecji (1974, 1978, 1979, 1981, 1982).
Finalista mistrzostw świata par (Krško 1980 – IV miejsce). Wielokrotny reprezentant Szwecji w eliminacjach drużynowych mistrzostw świata oraz indywidualnych mistrzostw świata (najlepszy wynik: Fjelsted 1982 – VIII miejsce w finale skandynawskim).
Startował w ligach szwedzkiej i brytyjskiej, w tej drugiej w barwach klubów z King’s Lynn (1973, 1976–1985), Oksfordu (1975), White City (1976), Swindon (1986–1988), Long Eaton (1989, 1990, 1992–1995), Peterborough (1991), Hackney (1991) oraz Milton Keynes (1992).